# 幽靈車神 (2007年電影)
是一部於2007年上映的美國超级英雄电影，由馬克·史帝芬·強森执导并任编剧。電影根据漫威漫畫出品的同名角色人物改编，讲述了本是摩托车特技演员的約翰尼·布雷瑟（尼古拉斯·凯奇 饰演）为挽救患有癌症的父亲，将自己的灵魂出卖给恶魔梅菲斯特而化身恶灵骑士后的故事。
续集《惡靈戰警：復仇時刻》於2012年上映。

## 劇情
強尼·布雷瑟原本是一名摩托車特技演員，為了拯救他父親的生命而將自己的靈魂出賣給恶魔梅菲斯特，然而邪惡的勢力卻讓他走火入魔，化身為被詛咒的「惡靈戰警」，所到之處都引燃熊熊烈焰。而強尼漸漸開始學習控制自己的能力，將無法抑制的憤怒發洩在為非作歹的歹徒身上。但他情不自禁愛上了一個追逐他的新聞的女記者蘿珊·辛普森，卻因為失去靈魂而飽受痛楚折磨；而他又將如何對抗更大的惡魔勢力呢?

## 演員
| 演員                                   | 角色                                                | 備註                                                                                     |
| 尼可拉斯·凱吉 Nicolas Cage             | 「惡靈戰警」強尼·布雷瑟 「Ghost Rider」Johnny Blaze | 特技摩托車界的傳奇車手，人稱「火爆強尼」。                                               |
| 伊娃·曼德絲 Eva Mendes                 | 蘿珊·辛普森 Roxanne Simpson                         | 現為電視台記者。多年後，與強尼重逢並再度點燃愛火。                                       |
| 彼得·方達 Peter Fonda                  | 「惡魔」梅菲斯特 Mephistopheles                     | 與年少輕狂的強尼立下的惡魔契約。                                                         |
| 韋斯·賓尼 Wes Bentley                  | 「巫心魔」 Blackheart                               | 梅菲斯特的兒子。魔力強大。                                                               |
| 山姆·埃利奧特 Sam Elliott              | 守墓人 Caretaker                                    | 墓園的管理人。瞭解有關惡靈戰警的事情，保管著聖凡岡薩契約。其名為卡特·史雷 Carter Slade。 |
| 麥特·朗 Matt Long                      | 強尼·布雷瑟 Young Johnny Blaze                      | 17歲時的強尼。桀敖不馴的性格與父親時有摩擦。                                             |
| 拉奎爾·阿蕾希 Raquel Alessi            | 蘿珊·辛普森 Young Roxanne Simpson                   | 17歲時的蘿珊。與強尼是青梅竹馬。                                                         |
| 布萊特·考倫 Brett Cullen               | 巴頓·布雷瑟 Barton Blaze                            | 強尼的父親。因契約而死。                                                                 |
| 唐納·羅格 Donal Logue                  | 麥克 Mack                                           | 爆火車隊一員，強尼的好友。                                                               |
| 丹尼爾·弗雷德歷克森 Daniel Frederiksen | 「水魔」 Wallow                                     | 巫心魔的手下。                                                                           |

## 反響

### 評價
在爛番茄上，本電影基於137個專業評價為26%鮮度、平均分為4.2/10，觀眾分數為47%、好壞參半。而在Metacritic上得到35分，IMDB上得5.2分，獲得了多數影評人的批評。